# Saint-Cyprien (Dordogne)
Saint-Cyprien – miejscowość i gmina we Francji, w regionie Nowa Akwitania, w departamencie Dordogne. Nazwa miejscowości pochodzi od imienia św. Cypriana.
Według danych na rok 1990 gminę zamieszkiwały 1593 osoby, a gęstość zaludnienia wynosiła 74 osób/km² (wśród 2290 gmin Akwitanii Saint-Cyprien plasuje się na 265. miejscu pod względem liczby ludności, natomiast pod względem powierzchni na miejscu 477.).